# Rønne
Rønne è il più popoloso centro abitato dell'isola danese di Bornholm. Ha 13 759 abitanti ed è la sede amministrativa del comune regionale di Bornholm.

## Geografia
La cittadina è situata nella parte sudorientale dell'isola. A nord e sud si estendono spiagge sabbiose, sulla costa a nord della città si trova una vasta zona boscosa chiamata Blykobbe Plantage creata nel 1819 per riparare le fattorie dalle sabbie costiere e che in tempi moderni è utilizzata come area ricreativa da residenti e turisti.

## Storia
La cittadina venne costruita a partire dal 1327 da commercianti tedeschi della Lega anseatica, nello stesso anno le venne conferito il titolo di città. Nel XVIII secolo il porto venne allargato e Rønne divenne il centro principale dell'isola, dal 1866 il collegamento regolare con Ystad in Svezia comportò un aumento dei commerci e del turismo.
Durante la seconda guerra mondiale il porto e la città subirono un devastante bombardamento nel maggio del 1945 da parte dell'aviazione sovietica, un notevole intervento di recupero ha ripristinato l'aspetto originale della cittadina.
Fino al 31 dicembre 2002 Rønne costituiva una municipalità autonoma.

## Monumenti e luoghi d'interesse
L'aguzza torre campanaria della chiesa di San Nicola funge da punto di riferimento. La chiesa risale al XIII secolo ma è stata completamente ristrutturata nel 1918.
Presso il porto si trova l'antica fucina, edificata nel 1735 come polveriera nel 1843 venne acquistata dall'autorità portuale e usata come magazzino. Nell'area portuale si trovano altri edifici storici come il Rønne Fyr lo slanciato faro bianco costruito nel 1880 copia del faro di Ystad e l'antica dogana.
Il centro storico della cittadina si sviluppa nelle vie intorno a Store Torv e Lille Torv, in quest'area si trova anche il Rønne Theater il teatro collocato in un edificio risalente al 1783 che venne convertito in un teatro nel 1823 ed è il più antico teatro della Danimarca.

### Musei
Il Museo di Bornholm è stato fondato nel 1893, nell'edificio principale (Kulturhistorisk Museum) è illustrata la storia dell'isola, vi sono conservati anche i ritrovamenti dell'area archeologica di Limensgård e l'imponente collezione di gullgubbe ritrovati sull'isola. Del museo di Bornholm fa parte anche il museo della ceramica Hjorts Stentøj che ospita la collezione e mostre dedicate alle ceramiche prodotte dalla fabbrica Hjorts Stentøj fondata nel 1859 e attiva fino al 1993.
Il Forvarsmuseum, museo militare, comprende le fortificazioni del XVII secolo costruite da Federico V che avrebbero dovuto difendere l'isola dagli svedesi, gli edifici però non vennero mai coinvolti in battaglie. Tra di essi vi è la torre rotonda chiamata Kastellet. Nel museo si trovano antiche uniformi, mappe, armi e documenti sulla storia di Bornholm.

## Infrastrutture e trasporti
Rønne è il principale snodo dei trasporti verso Bornholm, vi si trovano il porto principale dell'isola con collegamenti passeggeri per Køge (Danimarca), Ystad (Svezia) e Sassnitz sull'isola tedesca di Rügen. L'infrastruttura portuale, oltre al terminal passeggeri, comprende anche terminal per le merci, per la pesca e un porto turistico.
A cinque km dal centro abitato si trova l'Aeroporto di Bornholm, unico scalo aeroportuale di tutta l'isola.